# Fausto Cornélio Sula Lúculo
Fausto Cornélio Sula Lúculo (em latim: Faustus Cornelius Sulla Lucullus; m. 40) foi um político romano da gente Cornélia nomeado cônsul sufecto em 31 com Sexto Tédio Valério Cátulo e depois Lúcio Fulcínio Trião. Era filho de Lúcio Cornélio Sula Fausto, cônsul em 5 a.C., e possivelmente um sobrinho-bisneto do famoso Lúcio Cornélio Sula.

## Carreira
Em 21, Fausto se casou com Domícia Lépida, a Jovem, uma filha de Antônia Menor com Lúcio Domício Enobarbo, sobrinha-neta do imperador Augusto e neta do triúnviro Marco Antônio. Ela já tinha dois filhos de seu casamento anterior com Marco Valério Messala Barbato e que se tornaram enteados de Fausto, Marco Valério Messala Corvino, cônsul em 58, e a imperatriz Valéria Messalina, terceira esposa do imperador Cláudio.
Com Domícia Lépida, Fausto teve um filho chamado Fausto Cornélio Sula Félix (22-62), que se casou com Cláudia Antônia, filha única de Cláudio.
Fausto morreu em 40 de causas desconhecidas.